# Taxi Taxi
Taxi Taxi ist eine Actionkomödie aus dem Jahr 2000 vom Regisseur Gérard Krawczyk nach einem Drehbuch von Luc Besson. Der Film ist die Fortsetzung von Taxi aus dem Jahr 1998.

## Handlung
Daniels Freundin Lilly möchte ihn gerne bei ihren Eltern vorstellen, allerdings hat Daniel wieder mal eine wichtige Fahrt als Taxifahrer zu machen. Als er dann endlich Lillys Vater Général Bertineau kennenlernt, glaubt dieser, Daniel sei Medizinstudent, fahre Krankenwagen, um zusätzlich Geld zu verdienen, und das Taxi gehöre Daniels Bruder (den es gar nicht gibt) und er solle es lediglich „einfahren“.
Als Daniel den Général zum Flughafen bringt, um einen japanischen Minister abzuholen, trifft er auf seinen alten Freund Émilien. Durch einen unglücklichen Zufall muss Daniel den Minister auch noch durch einen „Terrorparcours“ zum Hotel fahren, der Minister wird allerdings auf dem Weg dorthin von der japanischen Yakuza entführt. Daniel und Émilien schaffen es schließlich, den Minister in Sicherheit zu bringen.
Natürlich beinhaltet dieser Film, wie schon sein Vorgänger, viele rasante Verfolgungsjagden.

## Kritik
„Unterhaltsame Action-Komödie, die gegen rassistische Vorurteile eintritt und mit zahlreichen Anspielungen auf französische Mentalität, Politik und Filmgeschichte aufwartet.“

## Einspielergebnisse
Einem Budget von 10,7 Mio. Euro stehen weltweite Einnahmen von fast 64,5 Mio. Dollar (≈ 52,4 Mio. Euro) gegenüber.

## Auszeichnungen
Marion Cotillard gewann auf dem Cabourg Romantic Film Festival im Jahr 2000 den Preis als beste Nachwuchsschauspielerin in Taxi Taxi.
Samy Naceri wurde am 19. Februar 2003 beim französischen Filmfestival als bester Darsteller ausgezeichnet.

## Effekttechnik
Nach dem ersten Teil des Films, in dem noch ein Peugeot 406  (Phase I) Baujahr 97 mit dem XFZ V6 mit 140 kW (191 PS) die Hauptrolle spielte, wurden von Peugeot sieben neue und zwei gebrauchte 406er (der Phase II) bereitgestellt, die aus der 2000–2002er Serie stammen. Die Motoren wurden unter anderem in Zusammenarbeit mit Porsche entwickelt und sind die neueste Version des bekannten 3.0 24V von Peugeot und haben ab Werk 152 kW (207 PS). Der Fahrzeugtyp wird auch in Taxi 3 eingesetzt und nur äußerlich für manche Szenen umgebaut. Die Fahrzeuge wurden wie auch im ersten Teil mit aufwändigem Tuning überarbeitet, so haben die Autos in Taxi Taxi und Taxi 3 zum Beispiel eine andere Motorsteuerung von Maxituning und eine Auspuffanlage von Cheril. Ansonsten werden in den Folgen meist Rallyeautos als Soundgeber verwendet (daher auch der Vierzylinder-Sound). Im ersten Teil des Filmes wurde zeitweise sogar ein echter STW Tourenwagen für das Filmset ausgeliehen, der allerdings schon nach wenigen Drehtagen wegen eines Motorschadens bei einem in einem realen Rennen verwendeten Auto wieder abgezogen werden musste.
Für die Darstellung des Taxis wurden fünf Fahrzeuge verwendet, die alle einem anderen Zweck dienten. In Auto 1 und 2 befanden sich weder Motor noch Sitze, dafür aber Hydrauliktechnik mit über 100 m verbautem Kabel. Damit wurden die Szenen gedreht, in denen Daniel sein Taxi per Knopfdruck zu einem Rennwagen umwandelt. Die Fahrzeuge 3 und 4 waren ohne Spoiler oder Tuning ausgestattet und wurden in den Szenen mit normaler Stadtfahrt eingesetzt. Die Fahrzeuge waren außerdem mit aufwändiger Technik wie Mikrofonen und Kameragerüsten ausgestattet. Taxi Nummer 5 und 6 dienten allein den Rennszenen in der Stadt oder auf der Autobahn. Außerdem verfügten die Autos 5–6 über Motortuning und Änderungen an Fahrwerk und Karosserie. Genaue Angaben über die Änderungen oder die Leistung der V6-Motoren während der Dreharbeiten liegen nicht vor. Der Motorsound des Peugeot 406 3.0 in den berühmten Rennszenen, innerhalb oder außerhalb der Stadt, wurden allerdings von einem Peugeot 306 GTI EVO II Rally Car aufgezeichnet. Diese wurden später im Schnitt und in der Vertonung als Sounddateien untergemischt. Das Fahrzeug, das zur Motorgeräuschaufnahme verwendet wurde, ist am Anfang des 2. Teils Taxi II in der Bergrennen-Szene zu sehen, und wurde extra drei Wochen vom Filmteam für die Aufnahmen ausgeliehen. Die Fahrzeuge 6–7 + X wurden lediglich äußerlich an das Design des Taxis angepasst und für Sprünge und Stunts verwendet und zerstört. Der Unterschied zu den in den Rennszenen verwendeten Fahrzeugen ist jedoch meistens optisch im Film zu erkennen.

## Musik
Die von Al Khemya stammende Musik für den Film ist sehr minimal gehalten und setzt vor allem auf Hip-Hop-Elemente als typische Filmmusik. Der Titelsong für die deutsche Fassung stammt von der deutschen Hip-Hop-Gruppe Massive Töne (Zwei Mille).

## Todesfall
Bei den Dreharbeiten zu einer Stuntszene kam ein 41-jähriger Kameramann zu Tode, sein Assistent erlitt schwere Beinverletzungen. Nach staatsanwaltlichen Ermittlungsverfahren gegen Regisseur Krawczyk, Produzent Besson und den Stunt-Koordinator Rémy Julienne wurde letzterer 2007 von einem Pariser Gericht für schuldig befunden, einen Sprung zu kurz berechnet zu haben, so dass der Peugeot 406 nicht wie vorgesehen in einem Stapel Kartons landete, sondern 15 Meter darüber hinaus flog.